# Petőfi-szobor (Kiskunfélegyháza)
A Petőfi-szobor egy köztéri szobor Kiskunfélegyháza városában a Petőfi téren áll, a Városháza mellett és a Hattyúházzal – Petőfi gyerekkori lakóházával – szemben.

## Története

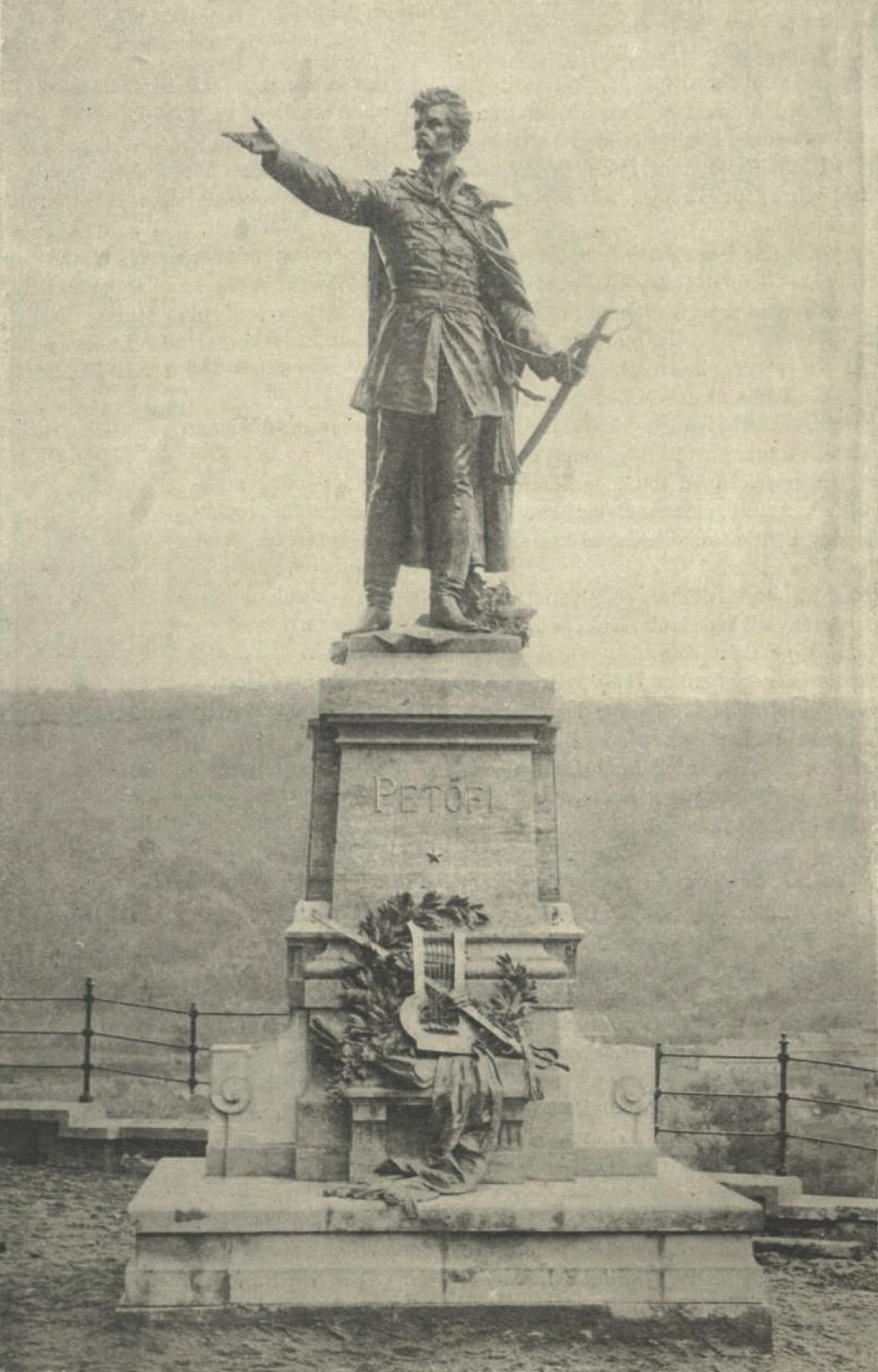
A szobor eredeti helyén, Segesváron

A szobrot Köllő Miklós székely szobrászművész alkotta. Eredetileg Segesváron állították fel 1897. július 31-én, de az első világháború idején, 1916-ban Magyarországra, Budapestre került. Később a román vezetőség megpróbálta visszakövetelni Magyarországtól a szobrot, de egy diplomáciai tárgyalás sem hozott eredményt. A szobor felállítására több magyarországi város is pályázott, de végül Kiskunfélegyházán állították fel, ahol ma is található. 2013-ban a szobor új talapzatot kapott. A megújult szobrot 2013. július 30-án avatták fel, ünnepélyes keretek között.